# Karl Ruberl
Karl August Ruberl (ur. 6 października 1881 w Wiedniu, zm. 12 grudnia 1966 w Nowym Jorku) – austriacki pływak, medalista olimpijski.
Występował na Letnich Igrzyskach Olimpijskich 1900 w Paryżu, gdzie zdobył srebrny medal w pływaniu na 200 m stylem grzbietowym oraz brązowy na 200 m stylem dowolnym. Brał również udział w konkurencji pływanie na 200 m z przeszkodami, lecz zajął tam 4. miejsce.